# Този истински мъж
„Този истински мъж“ е български игрален филм (драма) от 1975 година на режисьора Александър Обрешков, по сценарий на Иван Остриков. Оператор е Румен Георгиев. Музиката във филма е композирана от Александър Бръзицов. Първоначалното заглавие на филма дадено от автора на сценария е „Сашо убива вълк“.

## Актьорски състав
Роли във филма изпълняват актьорите:
- Стефан Данаилов – Сашо
- Елена Димитрова – Милка
- Павел Поппандов – Спас
- Росица Данаилова – Партийният секретар
- Стефан Илиев – Директорът
- Добромир Манев – Петров
- Никола Маринов – Бащата
- Иван Стефанов
- Румяна Знаменова
- Койчо Койчев
- Любомир Димов
- Невена Мандаджиева
- Димитър Милушев
- Мария Неделина
- Гено Недялков
- Йордан Спиров